# Symbolische wiskunde
Symbolische wiskunde of algebraïsche berekening heeft betrekking op het gebruik computers om wiskundige vergelijkingen op te lossen en om met uitdrukkingen in symbolische vorm te kunnen rekenen. Met computeralgebra CAS is dit mogelijk.  Met een CAS-programma is het bijvoorbeeld mogelijk de primitieve van een gegeven functie te berekenen, te rekenen met vergelijkingen, waarin een variabele door een andere uitdrukking wordt vervangen en is het mogelijk ingewikkelde uitdrukkingen te vereenvoudigen
Symbolische wiskunde staat in tegenstelling tot het gebruiken van benaderingen in de vorm van specifieke numerieke hoeveelheden, die door deze wiskundige symbolen worden vertegenwoordigd.
Symbolische wiskunde wordt soms ook aangeduid als symbolische manipulatie, symbolische verwerking, symbolische berekening of symbolische algebra.